# Ipratropio
L'ipratropio bromuro fu sviluppato in Germania nel 1976, è un farmaco utilizzato come broncodilatatore per via inalatoria, per trattare la dispnea in corso di bronchite cronica o asma. È un farmaco anticolinergico (in particolare un antagonista muscarinico non selettivo), ha la struttura di uno ione ammonico quaternario ed è un derivato sintetico dell'atropina. A differenza di molti farmaci che, assorbiti per via inalatoria, anziché agire solo a livello locale, vengono parzialmente assorbiti dal sistema circolatorio, l'ipratropio, a causa del suo scarso assorbimento, riduce al minimo gli effetti collaterali sistemici.
Questo farmaco esiste in due forme farmaceutiche: sia come spray nasale (Atrovent e Atem), sia come soluzione per nebulizzatore (solo Atem). L'uso dell'aerosol come via di somministrazione consente di raggiungere la massima concentrazione del farmaco nell'organo bersaglio, determinando una diminuzione degli effetti sistemici.

## Usi
L'ipratropio bromuro somministrato per inalazione è indicato per il trattamento del broncospasmo reversibile associato a broncopneumopatia cronica ostruttiva (BPCO), quindi della bronchite cronica.
Associato al salbutamolo è usato per il trattamento, oltre che della bronchite cronica, dell'asma.
Associato al fenoterolo è usato per il trattamento dell'asma. Inoltre, se utilizzato in associazione con beta2-agonisti per inalazione, è indicato nel trattamento delle ostruzioni reversibili delle vie aeree nell'asma. La specialità medicinale Atrovent in forma di spray nasale, contenente ipratropio, è indicata nel trattamento della rinorrea nelle riniti allergiche e non allergiche (anche raffreddore comune); la specialità medicinale Atem è invece indicata nel trattamento dell'asma bronchiale e della broncopneumopatia cronica ostruttiva con componente asmatica.
L'ipratropio può essere somministrato ad alte dosi per via inalatoria in quanto è poco assorbito dal circolo sistemico e non penetra nel sistema nervoso centrale. Tuttavia il grado di coinvolgimento delle vie parasimpatiche nelle risposte broncomotrici varia tra gli individui. Per questo, il fatto che la somministrazione di dosi maggiori di farmaco non provochi ulteriore inibizione della broncocostrizione implica che sono coinvolti anche altri meccanismi oltre alle vie parasimpatiche riflesse. Ciononostante, anche nei pazienti che meno rispondono al farmaco antimuscarinico si hanno comunque broncodilatazione e inibizione parziale della broncocostrizione, le quali hanno un importante ruolo clinico.
Ipratropio e altri farmaci antimuscarinici risultano anche utili nei pazienti che non riescono ad assumere per inalazione i farmaci β-agonisti.
Se utilizzato in associazione con gli agonisti beta-colinergici aumenta l'azione broncodilatatoria. Infatti, sebbene i farmaci antimuscarinici siano meno efficaci rispetto ai β-agonisti nell'antagonizzare il broncospasmo asmatico, se nell'attacco acuto grave di asma si somministra contemporaneamente al salbutamolo per inalazione anche l'ipratropio aumenta la broncodilatazione data dal salbutamolo.
Inoltre, ipratropio risulta ugualmente efficace nei pazienti con BPCO in cui sia presente una componente parzialmente reversibile.
L'ipratropio è risultato particolarmente attivo nel trattamento della rinite perenne (rinite vasomotoria e rinite cronica allergica) soprattutto nel controllare il sintomo principale (rinorrea) e ridurre i sintomi accessori (starnuti, prurito nasale, lacrimazione, edema e congestione nasale).

## Farmacologia
L'ipratropio agisce bloccando i recettori muscarinici dei polmoni, inibendo la broncocostrizione e la secrezione di muco. È un antagonista muscarinico non selettivo e, non diffondendosi nel sangue, non può avere effetti collaterali a livello sistemico. L'ipratropio è un derivato dell'atropina (è il suo analogo N-isopropilico) ma presentando nella sua struttura una ammina quaternaria, esso non valica la barriera emato-encefalica. Ciò comporta l'assenza di effetti collaterali sul sistema nervoso centrale quali la sindrome anticolinergica. È considerato un broncodilatatore ad effetto rapido. L'ipratropio non è da considerare un broncodilatatore a breve durata d'azione ed è opportuno evitarne l'utilizzo al posto del salbutamolo (albuterolo) come trattamento di salvataggio.

### Proprietà farmacodinamiche
L'ipratropio agisce localmente sulle vie respiratorie a dosi anche molto piccole, con specificità d'azione e tollerabilità elevata. Tale composto inibisce la secrezione nasale perché agisce con meccanismo di antagonismo competitivo sui recettori muscarinici dell'acetilcolina (non è selettivo per un unico sottotipo). Vengono così inibite la broncocostrizione e la formazione di muco.

### Proprietà farmacocinetiche
L'ipratropio si lega rapidamente ai recettori muscarinici a livello locale sia in seguito a somministrazione orale che intranasale. In seguito a somministrazione intranasale di soluzione di ipratropio bromuro le concentrazioni plasmatiche non sono superiori a 200 picogrammi/mL e la biodisponibilità sistemica è inferiore al 10%.
L'emivita terminale del principio attivo corrisponde a 1,6 ore, poi viene eliminato dal plasma.
La clearance totale di principio attivo è di 2.300 mL/min; il 40% circa è renale e il 60% non renale, principalmente epato-metabolica.
Il volume di distribuzione allo stato stazionario (Vss) è 176 L e quello in fase terminale è 338 L.
Per quanto riguarda l'escrezione renale, questa corrisponde al 40% della dose somministrata per via endovenosa, 3,1% della dose somministrata per via inalatoria e 3,7% di quella somministrata per via intranasale.
Il legame alle proteine plasmatiche della piccola quantità di farmaco che raggiunge il circolo sistemico è scarso; una parte di esso viene metabolizzato a prodotti inattivi e poiché ha una struttura ammonica quaternaria non è in grado di attraversare la barriera emato-encefalica.
Studi di cinetica hanno dimostrato che dopo somministrazione intranasale i livelli plasmatici di principio attivo sono generalmente inferiori al limite di sensibilità e una certa quantità è presente anche nelle urine.
Per quanto riguarda la soluzione per nebulizzatore, l'attività si manifesta dopo 3-5 minuti dall'inalazione e perdura per 4-6 ore (da utilizzarsi fino a quattro volte al giorno); nel caso dello spray nasale invece si manifesta dopo 5 minuti e perdura per 1-4 ore. Può essere somministrato anche in caso di broncospasmo acuto di media intensità, però in questo caso il miglioramento si verifica dopo 10 minuti dall'inalazione.

## Effetti collaterali
L'ipratropio, essendo un composto quaternario, è molto polare e questa caratteristica gli impedisce di essere assorbito a livello del circolo sistemico, per questo presenta minori effetti sistemici. Non dà quindi molti effetti indesiderati ed è in genere sicuro e ben tollerato.
Se inalato, gli effetti collaterali, simili a quelli degli altri anticolinergici, sono minimi. Tuttavia, sono riportati secchezza delle fauci e sedazione. Vi possono essere inoltre tosse ed infiammazione delle vie respiratorie.
Altri effetti collaterali, che però hanno una frequenza molto rara, sono:
- a livello del sistema nervoso: vertigini e sonnolenza[5]
- nell'occhio: disturbi dell'accomodazione[5]
- patologie cardiache quali aritmie[5]
- patologie gastrointestinali quali costipazione[5]
- patologie renali e urinarie quali la ritenzione urinaria[5]

Ci sono poi reazioni avverse per cui la frequenza per questa tipologia di farmaco non è nota e sono:
- reazioni di ipersensibilità dovute a disturbi del sistema immunitario[5]
- glaucoma, aumento della pressione intraoculare, visione offuscata, anisocoria; midriasi[5]
- broncospasmo paradosso[5]
- angioedema[5]

Sono stati anche osservati effetti quali arrossamento della pelle, tachicardia e palpitazioni. In una piccola percentuale di pazienti sono stati riscontrati mal di testa ed irritazione della gola dovuti alla stessa inalazione.
Nel dettaglio, nel caso di Atrovent, se la soluzione di spray nasale è spruzzata nell'occhio si possono avere disturbi dell'accomodamento, peggioramento del glaucoma ad angolo stretto o dolore da irritazione del sacco congiuntivale. Nel caso di Atem, invece, oltre ad effetti indesiderati locali come secchezza delle fauci, si possono manifestare poco frequenti casi di cefalea, irritazione nasale e/o faringea, epistassi.

## Controindicazioni
La controindicazione principale riguardante l'utilizzo di ipratropio per via inalatoria è l'ipersensibilità al principio attivo ma anche ad atropina e sostanze correlate. Nel caso di somministrazione orale, le controindicazioni sono analoghe a quelle degli anticolinergici, infatti è controindicato in soggetti con glaucoma ad angolo stretto, ostruzioni nel sistema urinario (quali ipertorfia prostatica e sindromi di ritenzione urinaria) o occlusioni nel tratto gastrointestinale.

### Precauzioni d'uso e avvertenze speciali
L'applicazione del farmaco negli occhi può aggravare il glaucoma ad angolo chiuso a causa dell'effetto dilatatorio e possono intervenire anche rari, lievi e reversibili disturbi dell'accomodamento visivo.
L'utilizzo di ipratropio sembra essere sicuro in caso di gravidanza e/o allattamento.
Atrovent contiene come conservante il benzalconio cloruro che può dare irritazione e rigonfiamento della mucosa nasale, soprattutto se utilizzato per lunghi periodi. Inoltre l'uso prolungato può causare edema della mucosa nasale.
Raramente, come per molte somministrazioni inalatorie, può manifestarsi broncospasmo paradosso; in questo caso è necessario interrompere immediatamente la somministrazione.
Il farmaco va somministrato con cautela nei coronaropatici e nei cardiopatici e non è controindicato nei soggetti celiaci.
Si può riscontrare un miglioramento della rinorrea anche al primo giorno di terapia anche se il massimo beneficio terapeutico si manifesta a distanza di qualche settimana dall'inizio del trattamento.

## Interazioni
Interazioni con antidepressivi triciclici, chinidina e farmaci anti-Parkinson potrebbero aumentare gli effetti collaterali di Ipratropio, ma sono clinicamente irrilevanti se esso è somministrato per via inalatoria.
L'uso di Atrovent in concomitanza con altri farmaci utilizzati per trattare riniti perenni (come antistaminici, steroidi o decongestionanti nasali) non porta all'aumento dell'incidenza di effetti collaterali.

## Nomi commerciali
Negli Stati Uniti d'America l'ipratropio bromuro è conosciuto coi nomi commerciali Atrovent e Apovent. È venduto in Italia col nome di Atem, Ipraxa, Atrovent. In associazione al fenoterolo è venduto negli USA sotto i nomi di Duovent e Berodual. In Italia in associazione con il salbutamolo come Breva, Biwind oppure Naos, negli USA con nomi Combivent e Duoneb.